# Martie 1999
Acest articol este generat integral pe baza informațiilor din articolul 1999 și este actualizat periodic de un robot.
 Editările făcute în articol vor fi șterse la următoarea actualizare! Dacă doriți să faceți modificări, editați articolul-sursă.

ianuarie -
februarie -
martie -
aprilie -
mai -
iunie -
iulie -
august -
septembrie -
octombrie -
noiembrie -
decembrie
Martie 1999 a fost a treia lună a anului și a început într-o zi de luni.

## Evenimente

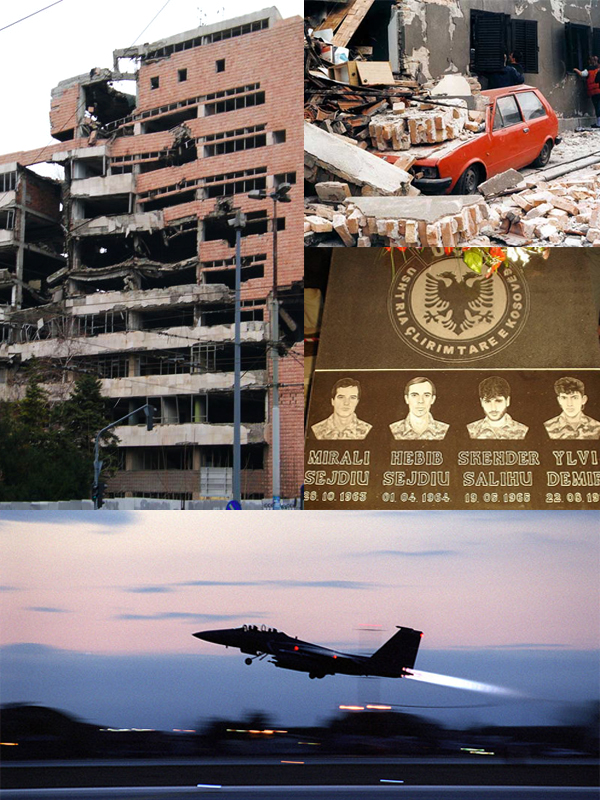
24 martie-10 iunie: Războiul din Kosovo. Exod masiv al kosovarilor în Albania și Macedonia; lovituri aeriene NATO asupra Serbiei.

- 2 martie: Camera Deputaților votează pentru ridicarea imunității parlamentare a deputatului PDSR Gabriel Bivolaru (242 voturi pentru, 50 împotrivă, un vot anulat). Acesta este acuzat că prin fals, uz de fals, înșelăciune, evaziune fiscală, a prejudiciat BRD, și nu numai, valoarea actualizată a prejudiciilor ridicându-se la peste 260 miliarde de lei.[1]
- 10 martie: Marile sindicate – CNSLR-Frăția, BNS, ă[CNS „Cartel Alfa”|Cartel „Alfa”]], CSDR – se solidarizează. Se definitivează o listă de revendicări pentru guvernanți și planul de acțiuni comune de proteste, care urmează să culmineze cu o grevă generală la 26 aprilie.
- 12 martie: Are loc ceremonia oficială prin care Cehia, Polonia și Ungaria devin membre cu drepturi depline ale NATO.
- 21 martie: Balonul Breitling Orbiter 3, la bordul căruia s-au aflat francezul Bertrand Piccard și britanicul Brian Jones, a reușit să aterizeze în Egipt, după ce a făcut înconjurul Terrei, fără escală, în aproape 20 de zile.
- 23 martie: Javier Solana, secretar general al NATO, dă ordinul de lansare a operațiunilor aeriene în Republica Federală a Iugoslaviei. Președintele american Bill Clinton a declarat: Superputerea mondială trebuie să se îndrepte împotriva purificărilor etnice.
- 24 martie: Începutul agresiunii NATO contra Iugoslaviei. Raidurile NATO au provocat, din cauza unor "erori în stabilirea țintelor", victime civile: cel puțin 484 de morți, potrivit unor surse sârbe. Numărul refugiaților s-a ridicat la circa 800.000.
- 25 martie: Revoltă anti-NATO la Skopje. Aproximativ 10.000 de protestatari au atacat cu cocktail-uri Molotov ambasadele Statelor Unite, Germaniei și Marii Britanii, precum și Hotelul Aleksander (unde erau găzduiți verificatorii OSCE evacuați din Kosovo) și Hotelul Continental, sediul NATO la Skopje, provocând pagube clădirilor și incendiind automobilele diplomatice.

## Nașteri
- 5 martie: Madison Beer (Madison Elle Beer), cântăreață americană
- 7 martie: Ronald Araújo, fotbalist uruguayan
- 8 martie: Robert Moldoveanu, fotbalist român (atacant)
- 20 martie: Andreea Roșca, jucătoare română de tenis
- 26 martie: Maho Aikawa, cântăreață japoneză
- 27 martie: Tudor Băluță, fotbalist român

## Decese
- 1 martie: Vasile Chelaru, 77 ani, scrimer român (n. 1921)
- 3 martie: Gerhard Herzberg, 94 ani, astronom, fizician, profesor universitar și chimist canadian de etnie germană, laureat al Premiului Nobel (1971), (n. 1904)
- 3 martie: Neculai-Simeon Tatu, 67 ani, politician român (n. 1931)
- 4 martie: Vlad Mușatescu (Vlad Alexandru Mușatescu), 76 ani, scriitor și umorist român (n. 1922)
- 5 martie: Tia Peltz (Tia Ernestina Peltz), 76 ani, pictoriță română (n. 1923)
- 7 martie: Stanley Kubrick, 70 ani, regizor american (n. 1928)
- 8 martie: Adolfo Bioy Casares, 84 ani, prozator argentinian (n. 1914)
- 11 martie: Vlaicu Bârna, poet român (n. 1913)
- 12 martie: Yehudi Menuhin, 82 ani, violonist și dirijor american de etnie evreiască (n. 1916)
- 17 martie: Nicolae Dumitrescu, 77 ani, fotbalist român (n. 1921)
- 22 martie: Mario Bugeanu (Mario Narcis Bugeanu), 25 ani, fotbalist român (n. 1975)
- 22 martie: Valeriu Cristea, 62 ani, critic literar român (n. 1937)
- 24 martie: Gertrud Scholtz-Klink, 97 ani, politiciană germană (n. 1902)
- 26 martie: Dorin Teodorescu, 55 ani, solist român de operetă (tenor), (n. 1943)